# スピリットアドバイザーズ
スピリットアドバイザーズ（Spirit Advisors LLC）は、日系企業の米国上場（IPO）を専門とするアドバイザリー会社。アメリカ合衆国のナスダック（NASDAQ）、ニューヨーク証券取引所（NYSE）、NYSEアメリカン（NYSE American）、およびシカゴ証券取引所（CBOT）への上場支援を主軸とし、財務・法務体制の整備から上場後のIR支援まで包括的なサービスを提供している。

## 概要
| 項目       | 内容                                            |
| ---------- | ----------------------------------------------- |
| 社名       | Spirit Advisors LLC（スピリットアドバイザーズ） |
| 設立       | 2017年（デラウェア州法人登録）                  |
| 創業者     | ロバート ユー（Robert Yu）                      |
| 本社所在地 | アメリカ合衆国・ニューヨーク州                  |
| 拠点       | 日本（東京）、アメリカ（オーランド）            |
| 従業員数   | 約16名（契約社員含む）                          |

## 事業内容
- 米国IPO戦略の策定と支援
- SEC・NASDAQ・NYSEへの上場申請業務代行
- 米国会計基準（US GAAP）やPCAOB基準に基づく財務体制の構築支援
- 弁護士・監査法人・証券会社との連携体制の構築
- 機関投資家向けピッチ・ネットワーキング支援
- 上場後のIR支援・M&Aアドバイザリー

## 実績と影響力
2025年時点で、米国市場（NASDAQ、NYSE、NYSE American）に上場した日系企業15社のうち、11社の上場を支援した実績を有する。特に小規模企業やスタートアップ、スマートキャップ企業を中心に強みを持ち、以下の企業がその代表例とされている。
- 株式会社LogProstyle[2]
- PicoCELA株式会社[3]
- 株式会社メディロム
- 株式会社Warrantee
- 株式会社リード・リアルエステート
- 株式会社シーラテクノロジーズ
- 株式会社ブイキューブ[4]
- 株式会社センターモバイル
- 株式会社BloomZ
- 株式会社ONODERA GROUP
- HW ELECTRO株式会社

2025年には、同社の支援によりLogProstyle Inc.が日系企業として初めてNYSE American市場に上場した。その他、スタートアップやWeb3、アニメーション業界など幅広い分野の企業に対する支援を行っており、年間8件以上のIPO達成を目指している。

## 創業者
創業者で代表を務めるロバート　ユー（Robert Yu）は、ハーバード大学経済学部を卒業後、ウェルズ・ファーゴやESWキャピタルにて投資業務に従事。クロスボーダーM&A、プライベート・エクイティ、テクノロジー投資に関する知見を有する。米国証券業界においてFINRAのライセンス（Series 7, 63, 66, 86, 87）を保持し、CFA（Chartered Financial Analyst）資格も取得している。

## 特徴とポジショニング
- 日本企業のグローバル資本市場への進出支援に特化
- 米国の投資銀行・ベンチャーキャピタル・監査法人との強固なネットワーク
- 上場準備から上場後の成長戦略まで一貫した支援体制
- スタートアップ、Web3、アニメーション、不動産、SaaS企業など多分野対応